# Dierfeld
Dierfeld là một đô thị ở huyện Bernkastel-Wittlich, trong bang Rheinland-Pfalz, Đô thị Dierfeld có diện tích 1,54 km², dân số thời điểm ngày 31 tháng 12 năm 2006 là 8 người.